# میلتنبرگ
شهر میلتنبرگ (به آلمانی: Miltenberg) در ایالت بایرن در کشور آلمان واقع شده‌است.